# Щулепников, Александр Васильевич
Александр Васильевич Щулепников (1796 — 16 декабря 1882) — российский адмирал (1867 год), Кронштадтский комендант.

## Биография
Александр Щулепников родился в 1796 году. В 1808 году поступил в Морской корпус кадетом; в 1813 году был произведён в гардемарины, а в 1816 году, по окончании в корпусе курса наук, — в мичманы, и зачислен в Балтийский флот.
Произведённый в 1821 году в лейтенанты, Щулепников командовал транспортом «Фонтанка».
В 1828—1830 годах на фрегате «Мария» перешёл из Кронштадта на Мальту, участвовал в блокаде Дарданелл и по возвращении, 25 июня 1831 года, был произведён в капитан-лейтенанты.
В промежуток времени с 1831 по 1833 году Щулепников на фрегате «Анна» перешёл из Кронштадта в Архипелаг, где командовал крепостью Палламеда для защиты города Николи-ди-Романи от румелийских мятежников, а затем на том же фрегате перешёл из Архипелага в Севастополь.
В 1834—1835 годах командовал бригом «Казарский».
В 1836 году командовал фрегатом «Прозерпина».
В 1837—1841 годах Щулепников командовал фрегатом «Александр Невский», а в 1841 году был произведён в капитаны 1-го ранга. В 1842 году, за беспорочную выслугу в офицерских чинах и проведение 18 полугодовых морских кампаний, Щулепников был пожалован орденом св. Георгия 4-го класса.
С 1844 по 1849 годы он командовал кораблём «Император Петр І», а затем в 1849 году кораблем «Император Александр I» на Балтийском море. 6 декабря 1849 года Щулепников был произведён в контр-адмиралы с назначением капитаном над Кронштадтским портом.
В 1851 году получил орден св. Владимира 3-й степени, в 1854 году — св. Станислава 1-й степени и 24 ноября 1855 году был назначен Кронштадтским первым комендантом. 26 августа 1856 году он был произведён в вице-адмиралы, а 9 июня 1867 года — в адмиралы. 30 августа 1874 года назначен членом Адмиралтейств-совета.
Среди прочих наград, Щулепников имел ордена св. Анны 1-й степени с императорской короной (1863 г.) и св. Владимира 2-й степени (1865 г.), Белого орла (1866 г.) и св. Александра Невского (28 марта 1871 г., алмазные знаки — 1 апреля 1879 г.).
Скончался Щулепников 16 декабря 1882 года в Санкт-Петербурге, был похоронен на кладбище Новодевичьего монастыря; могила утрачена.